# 東總元站
東總元站（日语：／ Higashi-Fusamoto eki */?）是位於千葉縣夷隅郡大多喜町大戶，夷隅鐵道的夷隅線車站。車站與國道465號並排。
2023年8月10日，千葉電視台取得本站的命名權，並以該台的長壽電單車節目「周刊BikeTV」作為本站的副站名，也在休憩空間外豎立了新設計的車站看板，為期一年，但2024年後相關名稱仍繼續採用。

## 車站構造
現時採用簡易車站模式運作，站前的開放式休憩空間乃由舊有的單車停泊場所改建而成的，內設有多長木製的候車長櫈，由國道路面可以直接進入。

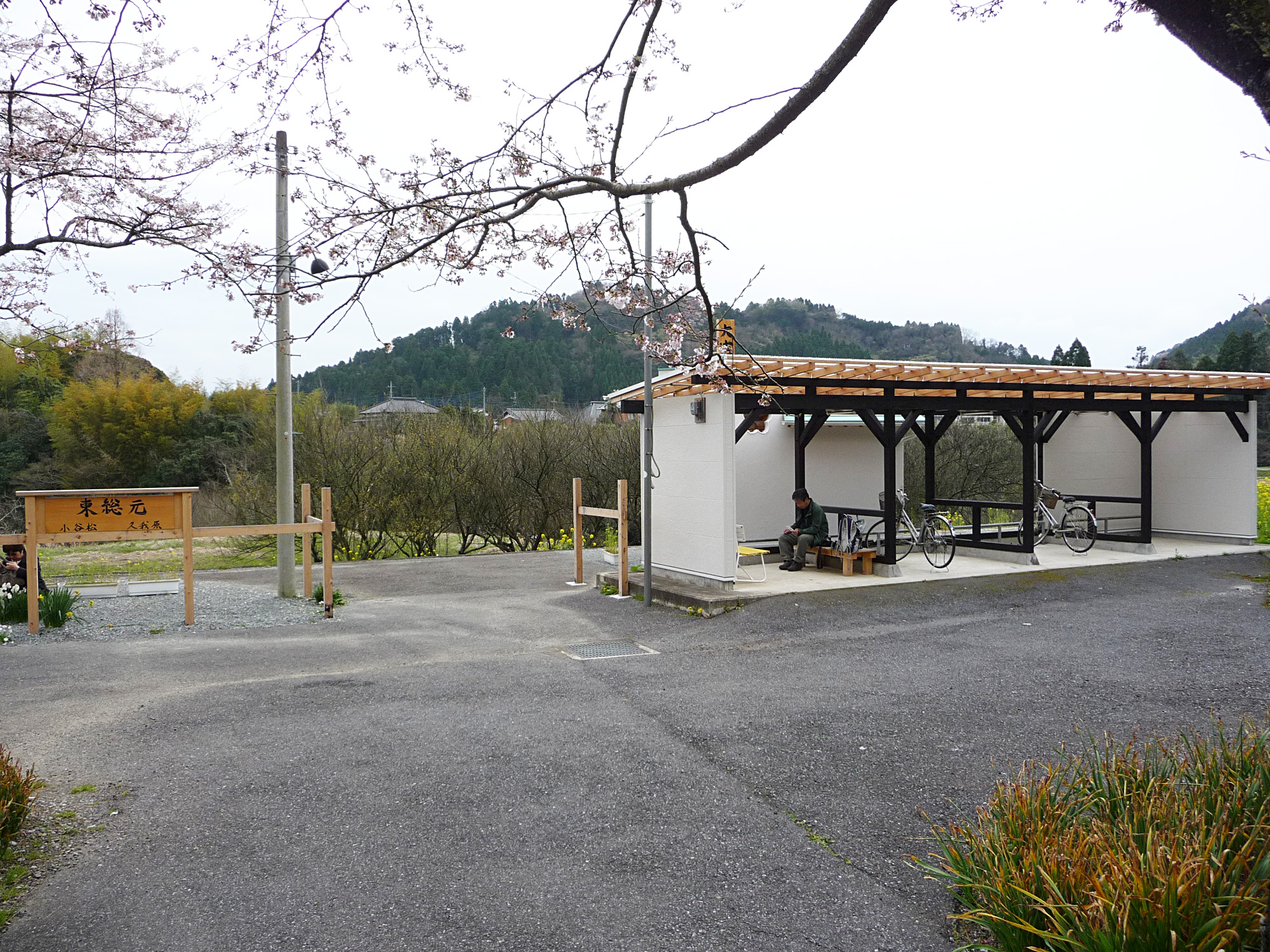
車站出入口（2009年4月5日）

### 月台配置
只設有側式月台1座，長度約為45米，有效長度為2輛。列車不可以在此交會。中央建有一座以水泥及木所建成的有蓋候車亭，屬第二代，是因應東京電視台2008年的電視節目《新日本冠軍》中、以應援夷隅鐵道的企劃「為廢線危機的地方線而製作吸引人們前來的的車站名物」（廃線の危機のローカル線に人を呼ぶ名物駅を作る！），找來了2007年《我愛鬥一番2》中的「大工王」谷和雄，為本站設計了新的候車亭。候車亭最大的特色是右端採用了模仿籤筒的六角柱體設計，外牆加設了作為當地賞櫻名勝的櫻花玻璃窗，同時在亭內也放置了一座可供手轉動的木製御神籤籤筒，能顯示「小吉」、「中吉」及「大吉」的籤文。
列車靠站時，往大原方向為左側上落；往上總中野方向為右側上落。
| 路線    | 方向 | 目的地           |
| ------- | ---- | ---------------- |
| ■夷隅線 | 上行 | 大多喜、大原方向 |
| ■夷隅線 | 下行 | 上總中野方向     |

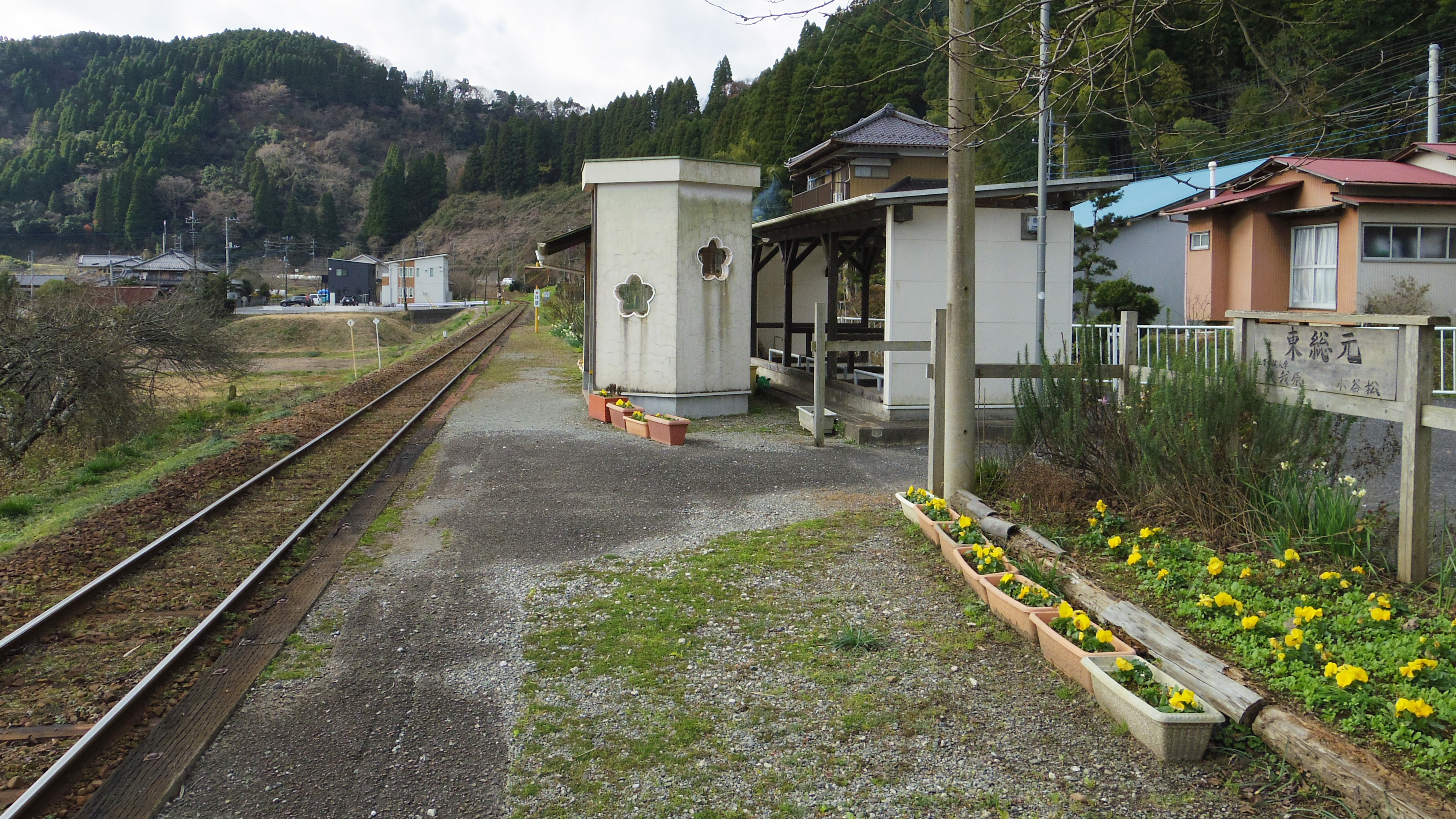
月台（2015年12月28日）
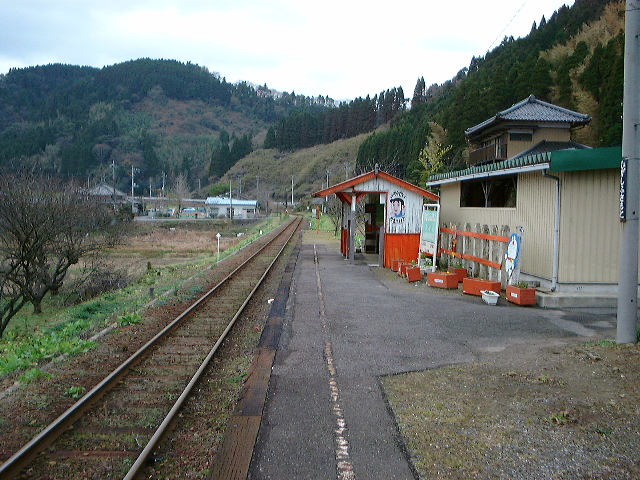
改築前的小屋型候車室（2002年12月）
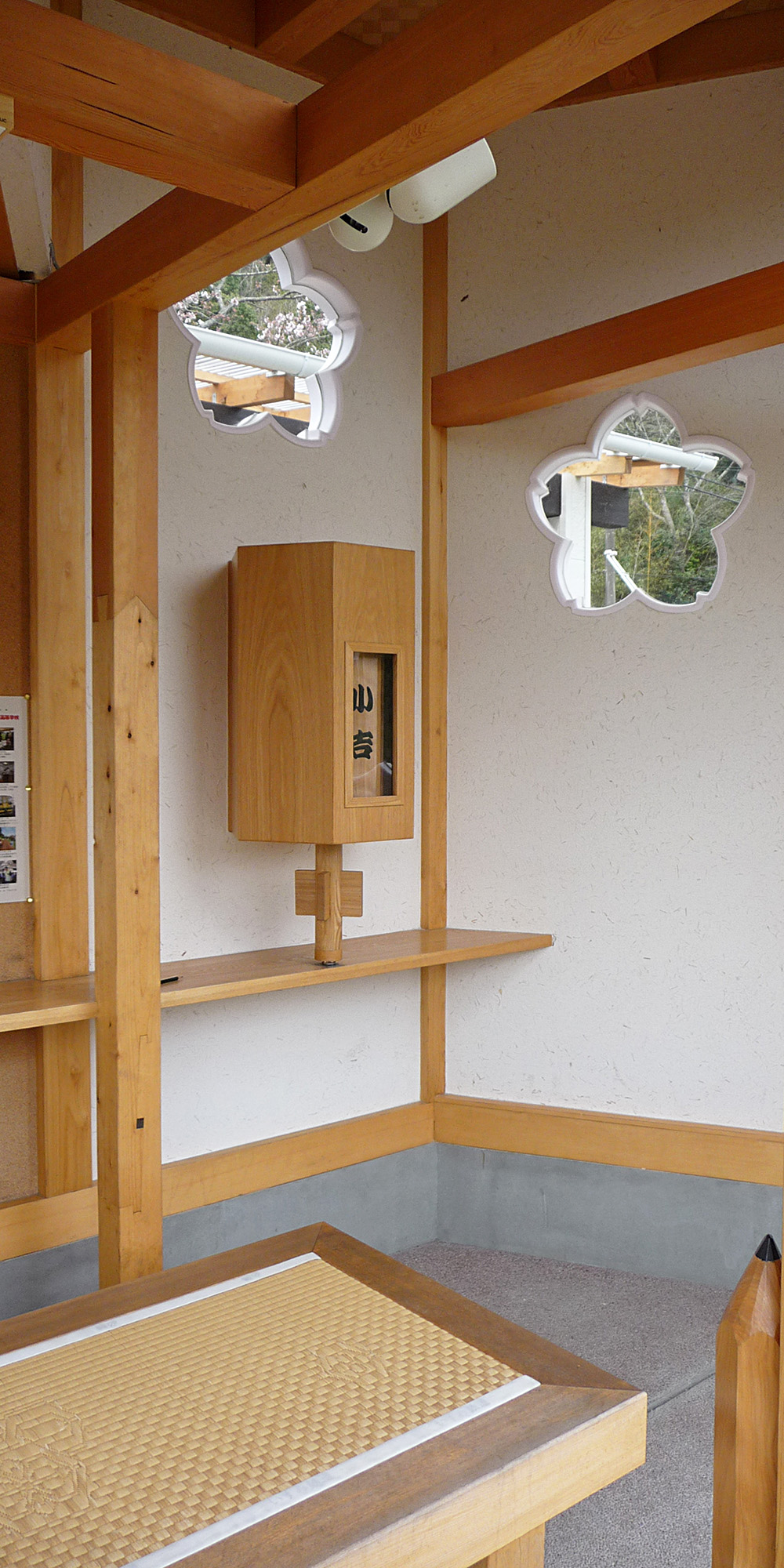
新候車室內設置了御神籤（2009年4月5日）

## 歷史
- 1937年2月1日：國鐵木原線車站新設車站啟用[7]。啟用當初此線上使用汽油車（日语：ガソリンカー）的班次會停靠此站，使用蒸氣機車的班次會通過此站。
- 1945年6月10日：車站暫停營業。
- 1946年6月10日：車站恢復營業。
- 1987年4月1日：國鐵分割民營化，車站由東日本旅客鐵道（JR東日本）營運。
- 1988年3月24日：木原線由夷隅鐵道接管，成為夷隅鐵道夷隅線車站。
- 2008年11月7日：在東京電視台「新電視冠軍（日语：チャンピオンズ〜達人のワザが世界を救う〜）」節目中其中一個企劃下，本站月台新建一座候車室[8]。
- 2023年8月10日：千葉電視台以其長壽節目《週刊BikeTV（日语：週刊バイクTV）》作為取得本站命名權的副站名，為期一年[3][9]。
- 2024年10月4日：因發生列車脫線事件，全線運休，改以代替巴士運行[10][11]。

## 使用狀況
車站附近民居稀至，所屬大字「大戶」的中心集落離車站約1.2公里，亦沒有其他公共交通接駁，反而隔鄰的大字「部田」的中心部只離車站約5至6百米，雖尚算合理步行範圍，但使用量仍然不足，2010年代起多錄得日均使用量少於10人，2018年度起更連續錄得日均使用量均只有3人。
| 年度 | 一日平均 乘車人次 | 出處        |
| ---- | ----------------- | ----------- |
| 2007 | 13                | [ 統計 1 ]  |
| 2008 | 10                | [ 統計 2 ]  |
| 2009 | 10                | [ 統計 3 ]  |
| 2010 | 7                 | [ 統計 4 ]  |
| 2011 | 7                 | [ 統計 5 ]  |
| 2012 | 6                 | [ 統計 6 ]  |
| 2013 | 4                 | [ 統計 7 ]  |
| 2014 | 4                 | [ 統計 8 ]  |
| 2015 | 3                 | [ 統計 9 ]  |
| 2016 | 7                 | [ 統計 10 ] |
| 2017 | 4                 | [ 統計 11 ] |
| 2018 | 3                 | [ 統計 12 ] |
| 2019 | 3                 | [ 統計 13 ] |
| 2020 | 3                 | [ 統計 14 ] |
| 2021 | 3                 | [ 統計 15 ] |
| 2022 | 3                 | [ 統計 16 ] |

## 相鄰車站
夷隅鐵道
■夷隅線
小谷松－東總元－久我原

### 統計資料
1. ↑  千葉縣統計年鑑（平成20年） （页面存档备份，存于）（日語）
2. ↑  千葉縣統計年鑑（平成21年） （页面存档备份，存于）（日語）
3. ↑  千葉縣統計年鑑（平成22年） （页面存档备份，存于）（日語）
4. ↑  千葉縣統計年鑑（平成23年） （页面存档备份，存于）（日語）
5. ↑  千葉縣統計年鑑（平成24年） （页面存档备份，存于）（日語）
6. ↑  千葉縣統計年鑑（平成25年） （页面存档备份，存于）（日語）
7. ↑  千葉縣統計年鑑（平成26年） （页面存档备份，存于）（日語）
8. ↑  千葉縣統計年鑑（平成27年） （页面存档备份，存于）（日語）
9. ↑  千葉縣統計年鑑（平成28年） （页面存档备份，存于）（日語）
10. ↑  千葉縣統計年鑑（平成29年） （页面存档备份，存于）（日語）
11. ↑  千葉縣統計年鑑（平成30年） （页面存档备份，存于）（日語）
12. ↑  千葉縣統計年鑑（令和元年） （页面存档备份，存于）（日語）
13. ↑  .   [2025-04-22]. （原始内容存档于2023-07-25）.
14. ↑  千葉縣統計年鑑（令和3年），11 運輸・通信—111民鉄等駅別1日平均運輸状況（2020(令和2)年度）
15. ↑  千葉縣統計年鑑（令和4年），11 運輸・通信—111民鉄等駅別1日平均運輸状況（2021(令和3)年度）
16. ↑  .   [2025-04-22]. （原始内容存档于2025-01-27）.

## 外部連結
- 夷隅鐵道東總元站（页面存档备份，存于）（日語）